# SH 2 (Albanija)
Albanska državna cesta 2 (SH2), (albansko Rruga Shteterore 2) je dvojno vozišče v Albaniji, ki povezuje pristaniško mesto Drač z glavnim mestom Tirana. Cesta je bila po padcu komunizma leta 1991 prva avtocesta, ki je bila obnovljena v Albaniji.

## Pot
Državna cesta SH2 se začne pri pristanišču Durrës v Durrësu, pri nadvozu Dajlani (albansko: Ura e Dajlanit), obide Shijak, preči SH52 v Vorëju, obide cesto do mednarodnega letališča Tirana in se konča pri nadvozu Kamza (albanski: Mbikalimi i Kamzës) na obrobju Tirane, kjer se sreča z nacionalno cesto SH1 proti severni Albaniji. Pri vstopu v Tirano avtocesta postane ulica z imenom Rruga 29 Nëntori.

## Galerija
- Nadvoz SH2 Kamza na obrobju Tirane